# Lijst van beschermd onroerend erfgoed in Evere
Een overzicht van het beschermde onroerend erfgoed in Evere. Het beschermd onroerend erfgoed maakt deel uit van het cultureel erfgoed in België.
| Object                                                             | Datum beschermd? | Bouwjaar/architect | Stijl                                                                                         | Typologie                 | Adres                                               | Coördinaten | Id-nummer?  | Afbeelding                                                         |
| ------------------------------------------------------------------ | ---------------- | --- | --------------------------------------------------------------------------------------------- | ------------------------- | --------------------------------------------------- | ----------- | ----------- | ------------------------------------------------------------------ |
| Het Moeraske langs het formatiestation van Schaarbeek              | 09/03/1995       | |                                                                                               | Halfnatuurlijk landschap  | CARLISTRAAT 0, WALCKIERSSTRAAT 0, WIPSTRAAT 0       |             | 2078-0005/0 | Het Moeraske langs het formatiestation van Schaarbeek              |
| Begraafplaats van Schaarbeek - Graf van Georgette et René Magritte | 22/01/2009       | 1967 |                                                                                               | Monument, standbeeld, ... | EVERSESTRAAT 4                                      |             | 2078-0026/0 | Begraafplaats van Schaarbeek - Graf van Georgette et René Magritte |
| 't Hoeveke                                                         | 17/04/1997       | 1638 | Landelijke architectuur                                                                       | Hoeve                     | MARNESTRAAT 3                                       |             | 2078-0016/0 | 't Hoeveke                                                         |
| Voormalige windmolen van Evere en specerijentuin                   | 20/12/1990       | |                                                                                               | Divers                    | LINDESTRAAT 179 - 189, WINDMOLENSTRAAT 25 - 27      |             | 2078-0001/0 | Voormalige windmolen van Evere en specerijentuin                   |
| Gebouw Van Ooteghem                                                | 06/07/2006       | 1950 Willy VAN DER MEEREN | Modernisme                                                                                    | Appartementsgebouw        | ONZE LIEVE VROUWLAAN 135                            |             | 2078-0025/0 |                                                                    |
| Sint-Vincentiuskerk                                                | 29/05/1997       | F. VANDENEYNDE | Romaans                                                                                       | Kerk                      | SINT-VINCENTIUSPLAATS 1                             |             | 2078-0004/0 | Sint-Vincentiuskerk                                                |
| Zomerlinde (Tilia platyphyllos)                                    |                  | |                                                                                               | Opmerkelijke boom         | SINT-VINCENTIUSPLAATS 0                             |             | 2078-0024/0 | Zomerlinde (Tilia platyphyllos)                                    |
| Begraafplaats van Brussel - dertig grafmonumenten uit het thema    | 06/02/1997       | 1854-1897 Antoine TRAPPENIERS, Auguste SCHOY, Henri BEYAERT, Louis PAVOT, Albert DUMONT, ERNEST ACKER, HAUWAERT, Antoine MENNESSIER, Edmond DE VIGNE, Henri MAQUET, Georges HOBÉ, Léon SNEYERS, J. JANSSENS, Victor HORTA, Joseph-Jean NAERT, Alban CHAMBON, Eugène DHUICQUE, Lucien FRANÇOIS, Adrien BLOMME, Henry VAN DE VELDE | Modernisme, Eclecticisme, Neogotisch, Art nouveau, Neoclassicistisch, Neo-Vlaamse renaissance | Monument, standbeeld, ... | ZAVENTEMSTRAAT 0                                    |             | 2078-0017/0 |                                                                    |
| Begraafplaats van Brussel - grafmonument van de schilder David     | 06/02/1997       | 1825 G.L. GODECHARLE | Classicisme                                                                                   | Monument, standbeeld, ... | ZAVENTEMSTRAAT 0                                    |             | 2078-0003/0 | Begraafplaats van Brussel - grafmonument van de schilder David     |
| Begraafplaats van Brussel                                          | 06/02/1997       | |                                                                                               | Groene begraafplaats      | ZAVENTEMSTRAAT 0, VELDSTRAAT 0, JULES BORDETLAAN 0, |             | 2078-0009/0 | Begraafplaats van Brussel                                          |
| Begraafplaats van Brussel - zeven grafmonumenten                   | 06/02/1997       | |                                                                                               | Monument, standbeeld, ... | ZAVENTEMSTRAAT 0                                    |             | 2078-0002/0 | Begraafplaats van Brussel - zeven grafmonumenten                   |
| Muurbeschildering RGT-Risques de guerre                            | 01/04/2004       | 1940-1944 |                                                                                               | Reclamebord               | WALCKIERSSTRAAT 42 - 44                             |             | 2078-0022/0 | Muurbeschildering RGT-Risques de guerre                            |